# Gelanesaurus flavogularis
Espèce
Synonymes
- Potamites flavogularis Altamirano-Benavides, Zaher, Lobo, Grazziotin, Sales Nunes & Rodrigues, 2013

Gelanesaurus flavogularis est une espèce de sauriens de la famille des Gymnophthalmidae.

## Répartition
Cette espèce est endémique d'Équateur. Elle se rencontre dans les provinces de Tungurahua et de Napo vers 1 800 m d'altitude.

## Description
Le mâle holotype mesure 64 mm de longueur standard et la queue 88 mm.

## Publication originale
- Altamirano-Benavides, Zaher, Lobo, Grazziotin, Sales Nunes & Rodrigues, 2013 : A new species of lizard genus Potamites from Ecuador (Squamata, Gymnophthalmidae). Zootaxa, no 3717 (3), p. 345–358.